# Дзьобак червоноголовий
Дзьоба́к червоноголовий (Chrysocolaptes erythrocephalus) — вид дятлоподібних птахів родини дятлових (Picidae). Ендемік Філіппін. Раніше вважався конспецифічним з великим дзьобаком, однак був визнаний окремим видом.

## Опис

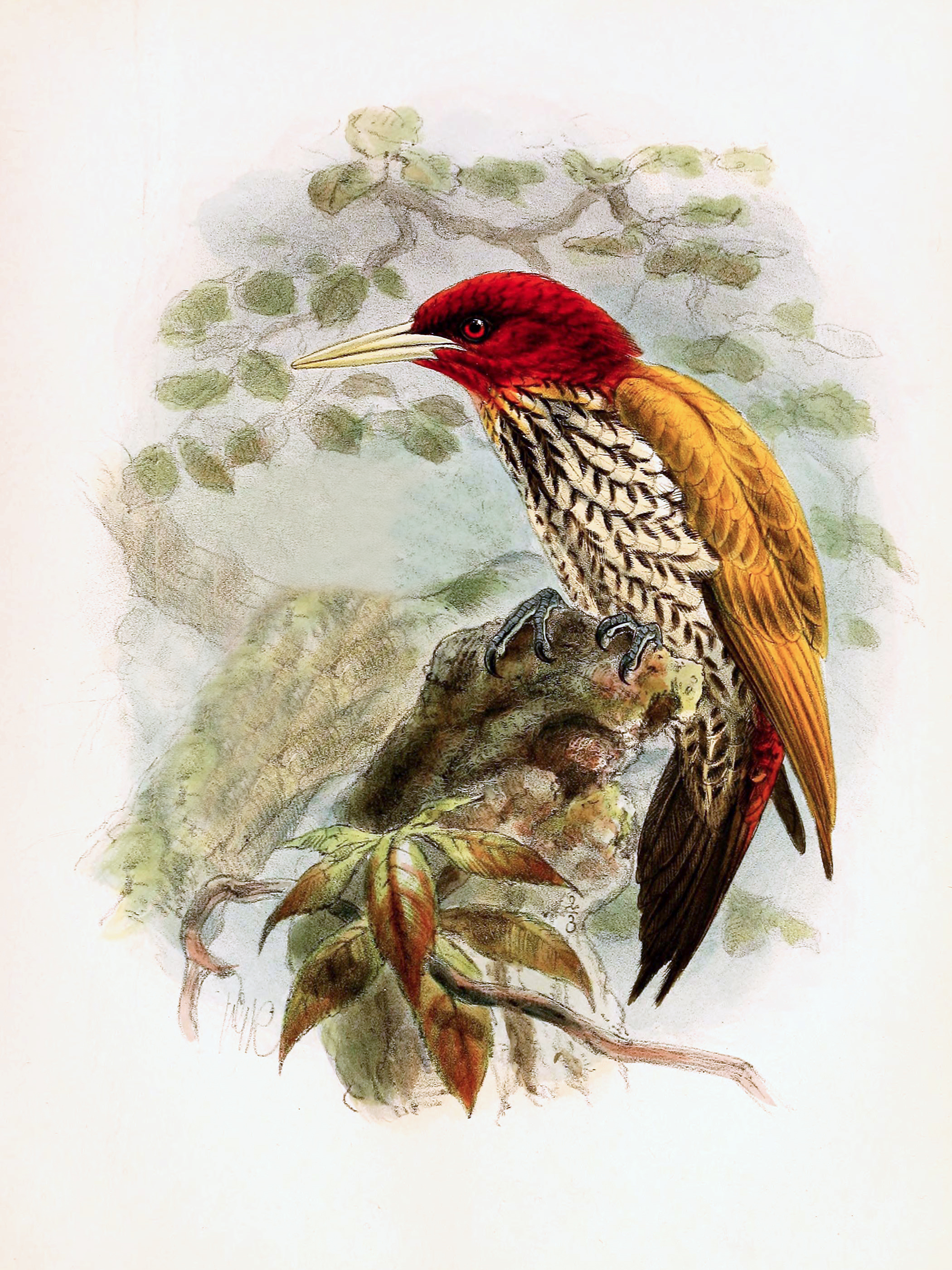
Самець червоноголового дзьобака

Довжина птаха становить 28-34 см. Голова яскраво-червона, на скронях темні плями. Нижня частина тіла кремова, сильно поцяткована темними плямами. Спина і крила золотисто-жовті. У самців верхня частина голови повністю червона, у самиць поцяткована жовто-оливковими плямками.

## Поширення і екологія
Червоноголові дзьобаки мешкають на островах Балабак, Палаван, Бусуанга і Каламіан на заході Філіппінського архіпелагу. Вони живуть у вологих тропічних лісах та на галявинах. Зустрічаються на висоті до 1100 м над рівнем моря. Сезон розмноження триває з січня по травень.

## Збереження
МСОП класифікує стан збереження цього виду як близький до загрозливого. За оцінками дослідників, популяція червоноголових дзьобаків становить від 5000 до 7500 дорослих птахів. Їм загрожує знищення природного середовища.